# (35653) 1998 MF30
1998 MF30 (asteroide 35653) é um asteroide da cintura principal. Possui uma excentricidade de 0.07197870 e uma inclinação de 10.89809º.
Este asteroide foi descoberto no dia 24 de junho de 1998 por LINEAR em Socorro.